# Lolita (subkultur)
För andra betydelser, se Lolita (olika betydelser).

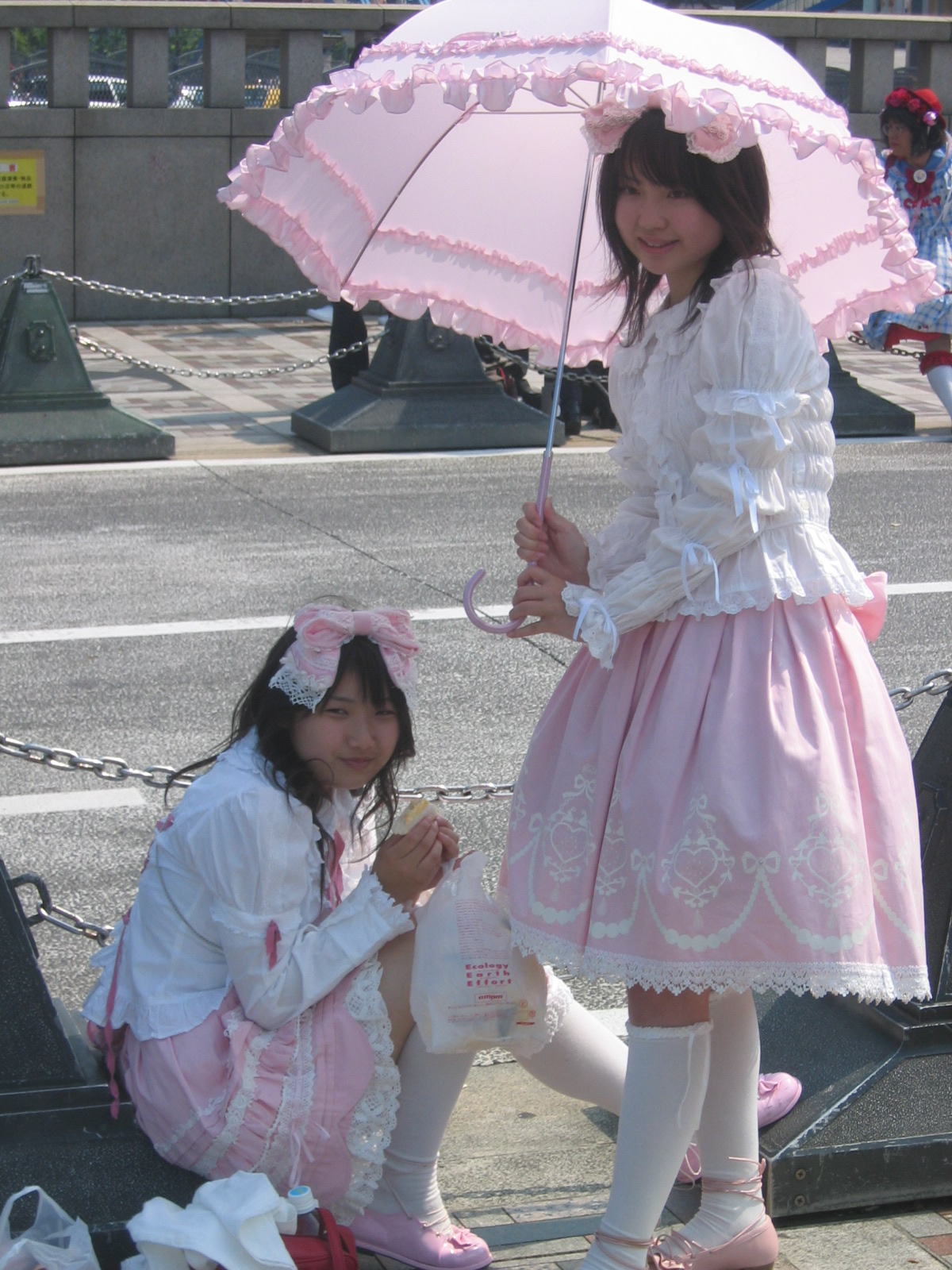
Japanska flickor i sweet lolita-stil.

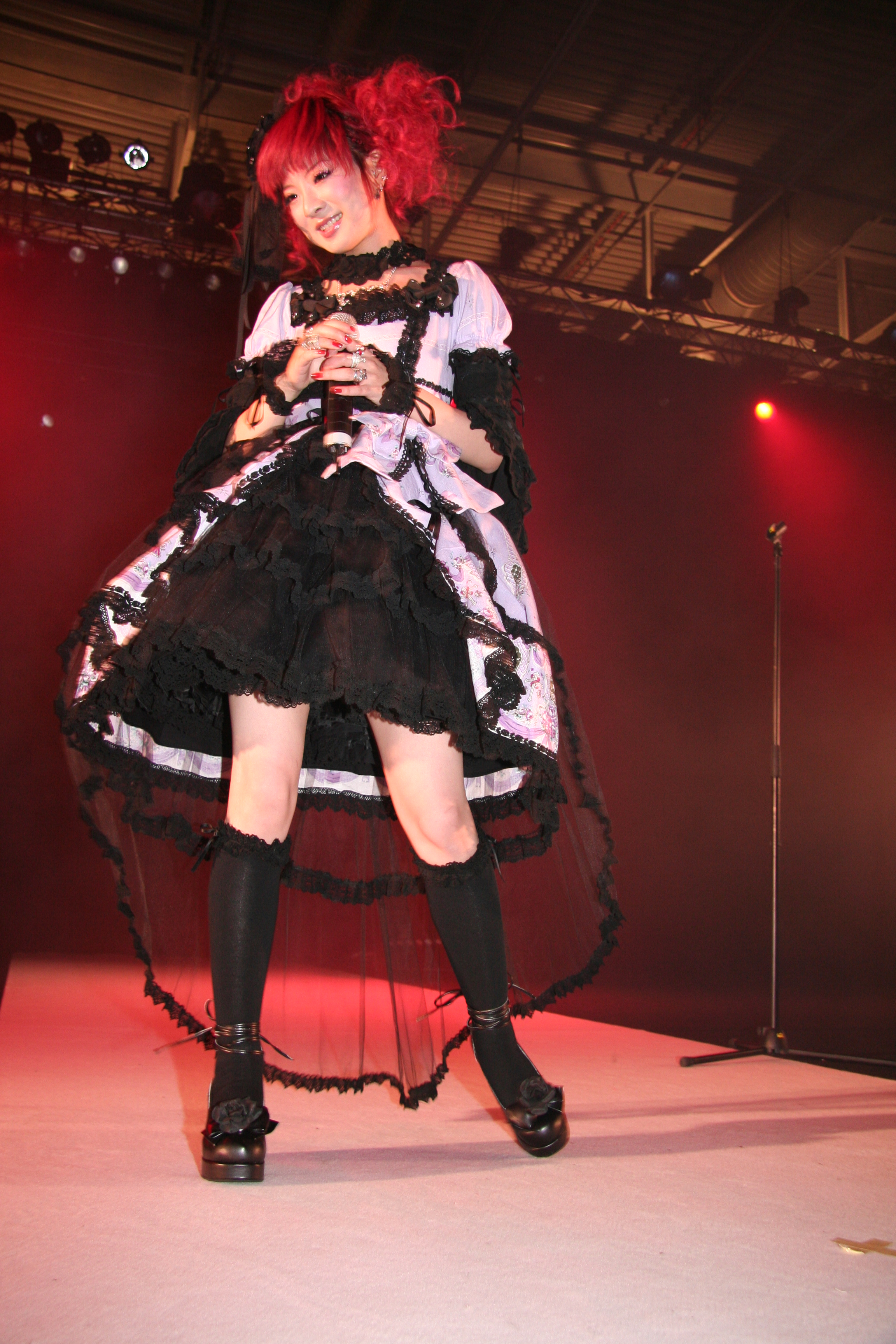
Den japanska sångerskan Nana Kitade som gothic Lolita.

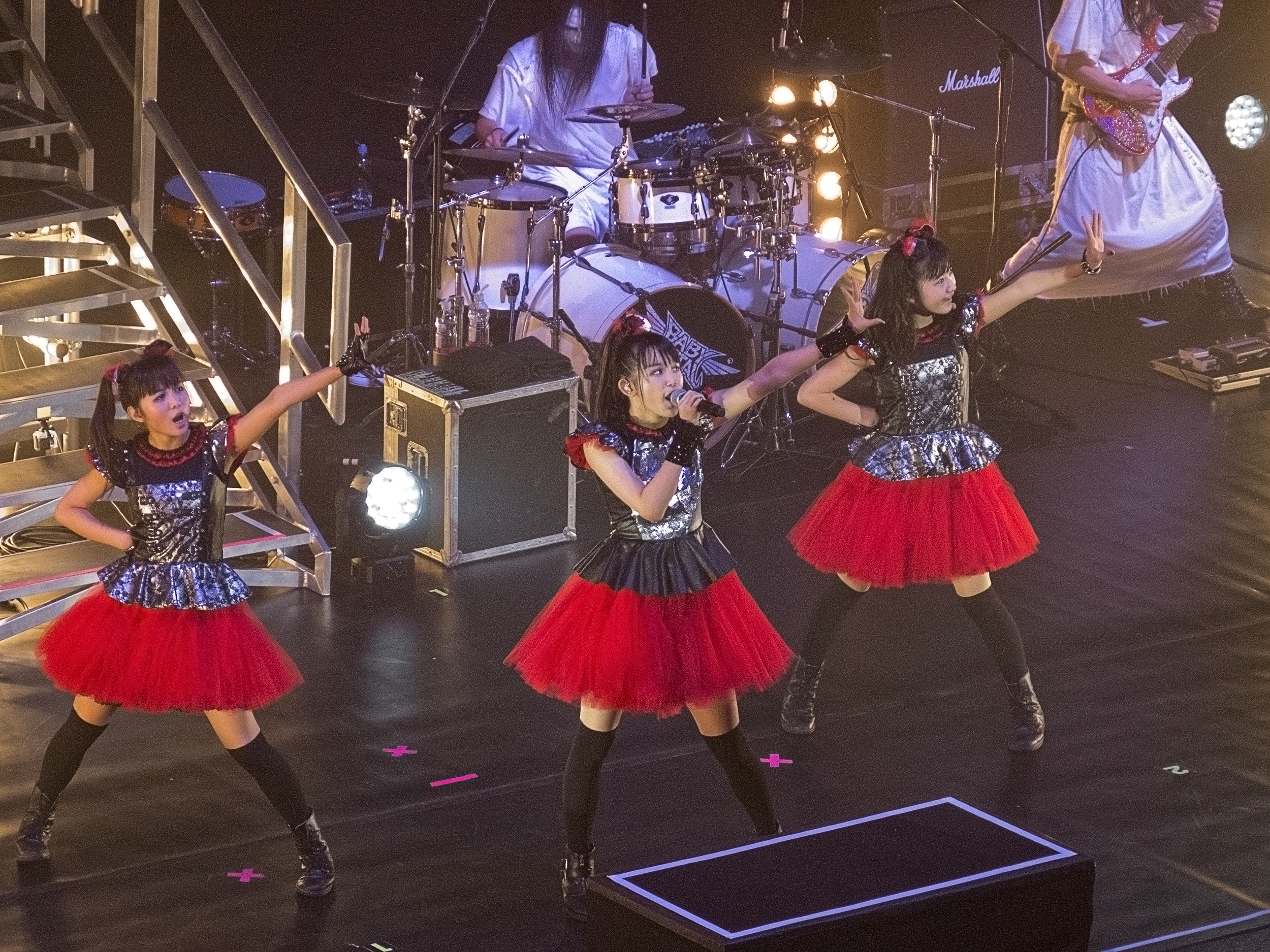
Det japanska kawaiimetalbandet Babymetal är inspirerade av lolitastilen.

Lolita är en japansk subkultur kopplad till en speciell klädstil, vilken utmärks av klassisk elegans och flickaktig stil. Den är influerad av barock, rokoko och den viktorianska eran.
Klädstilen lolita växte fram i Japan under det sena 1980-talet, inte minst i stadsdelen Harajuku i Tokyo. Vissa lolitaflickor antar bara någon av de många klädstilarna, för andra är Lolita en hel livsstil; det varierar bland kulturens olika anhängare. Det finns även stilar för pojkar, som till exempel Elegant Gothic Aristocrat. Lolita är även ett förnamn, ett spanskt smeknamn för Dolores.

## Termen lolita
Inom den japanska lolitakulturen anspelar termen lolita mer på en gullig ungdomlighet och oskuldsfullhet. Innebörden är alltså märkbart frikopplad från det västerländska, sexuellt laddade lolita-begreppet. Detta har sitt ursprung i Vladimir Nabokovs roman Lolita från 1955, om en vuxen mans sexuella fascination för sexuellt brådmogna unga flickor. Den japanska stilen är mer docksöt, i samklang med japansk modern populärkulturs vurm för det söta (kawaii).
Till stilen används ofta rosetter och söta klackar. Till den söta stilen använder de oftast mycket rosa i kläderna. De brukar färga sitt hår i olika färger och ofta sätter de på sig en peruk. De brukar ha vackra mönster på sina kläder, exempelvis till carneval lolita använder de bland annat karuseller och hästar.

## Olika lolitastilar
- Gothic Lolita är den kanske mest välkända Lolita-stilen. Färgschemat består ofta av mycket mörka färger (inte bara svart) och sammet är populärt. Stilen har influenser från det västerländska goth-modet med kors och mörka färger. Gothic Lolita är emellertid en mer rar och oskuldsfull stil än den rena goth-stilen. Till skillnad från den västerländska gothstilen undviks också normalt vitpudrade ansikten och svart läppstift.
- Sweet Lolita, eller på japanska ama lolita, är den mest färgglada lolita-stilen. Som namnet antyder, är stilen mer oskuldsfull och söt än de andra lolitastilarna. Kläderna är ofta pastellfärgade, och har ibland mönster eller tryck med saker som bakelser, leksaker, karuseller, sagofigurer, blommor, och så vidare. Stilen innehåller mycket spets, band, rosetter och volanger. Accessoarer som teddybjörnar och parasoll är vanliga. Sminket går ofta i ljusa eller transparenta färger, för att ge ett naturlig och dockliknande utseende. Subgenrer till Sweet Lolita är bland annat:
  - Country Lolita – Påminner om Sweet Lolita, men klänningarna brukar vara rutiga eller ha "lantliga" mönster som äpplen, körsbär, etc. Till stilen hör också ofta rottingkorgar och bahytter.
- Punk Lolita – Lolita med influenser från den västerländska punken. Traditionella punkelement används, som till exempel kedjor, skotskrutiga kjolar, patinerade kläder och nitar.
- Classic Lolita är en mer sofistikerad stil inom lolita. Kläderna har inte så mycket spetsar och utsmyckningar som till exempel Sweet Lolita. Färgerna brukar inte vara pasteller, utan snarare gammelrosa, vinrött och blommiga mönster. Till kläderna bärs gärna vackra halsband av pärlor, kaméer eller varierande motiv som fågelburar. Hårprydnader i form av rosor och bahytter är vanliga. Sminket går i något mörkare nyanser än det som bärs av Sweet Lolita-flickor.
- Shiro Lolita – Vit Lolita, en stil där man klär sig helt i vitt, håret, kläderna, accessoarerna och så vidare.
- Kuro Lolita – Svart Lolita, en stil där man klär sig helt i svart. Till skillnad från Gothic Lolita, har Kuro Lolita inga gotiska influenser.
- Hime Lolita – Prinsesslolita, en stil som tar inspiration från en annan japansk modestil kallad himegyaru. Inspirationen ger sig främst uttryck i valet av frisyr och smink som har tydliga gemensamma drag med himegyaru.
- Casu Lolita (Casu från casual) är en nedtonad version av lolita som ofta används för vardagsbruk. En Casu Lolita kan ses bära en enkel t-shirt eller blus, med en mer eller mindre puffig lolitakjol, och möjligtvis en enkel håraccessoar.
- Ero Lolita – Ero (eller Erotisk) Lolita är en lite mer utmanande stil, med bland annat en aning kortare kjolar, och avsaknaden av blusar under klänningar. Ero Lolita har även fetischelement som läder, lack och korsetter.
- Guro Lolita (Ordet guro är en förkortning på gurotesuku, från engelskans "grotesque")  Guro Lolita-flickor kan sägas blanda det skrämmande och trasiga med det oskuldsfulla. Guro Lolitor klär sig oftast i vita kläder, som vanligtvis stänks med låtsasblod. Vanliga accessoarer är mitellor, ögonlappar och bandage.
- Sailor Lolita – En lolitastil inspirerad av sjömansmodet. Sailor Lolita-flickor bär sjömansmössor och deras klänningar brukar ha marina motiv som till exempel ankare.
- Wa Lolita – Lolitakläder som är inspirerade av traditionella japanska kläder, till exempel kimono.
- Qi Lolita – Lolitakläder som är inspirerade av traditionella kinesiska klädstilar.
- Steampunk Lolita - En relativt ny stil som hämtar inspiration från science fictiongenren steampunk. Typiskt är till exempel kugghjulsmönster och gammaldags fickur.
- Military Lolita - En relativt ny stil som hämtar inspiration från olika militäruniformer. Även kamouflagemönster är populärt.
- Carnival Lolita - En stil där man har färgen rosa, blått och lila väldigt mycket i både kläder, hår och accessoarer. På kläderna brukar de oftast ha karuseller med hästar, marshmallows och ballonger.
- Oji-sama (pojkstilen) - Oji-sama står för prins och är den mer maskulina formen av Lolita. De bär oftast Gothic Lolita med piratmotiv som till exempel rutiga knästrumpor, höga hattar. Märket som de oftast går efter är Alice and the Pirates.